# Trigonella cancellata
Trigonella cancellata là một loài thực vật có hoa trong họ Đậu. Loài này được Desf. miêu tả khoa học đầu tiên năm 1829.